# Stanley, Quần đảo Falkland
Stanley là thủ đô của Quần đảo Falkland. Nằm trên hòn đảo nhỏ ở Đông Falkland, phía nam cảng Stanley. Đây là một trong những khu vực ẩm ướt nhất của quần đảo. Dân số năm 2006 ước tính 2.115 người.